# Chinook (rasa psa)
Chinook – rasa psa pociągowego wyhodowanego przez Amerykanina Artura Waldena. Dorosłe psy tej rasy ważą średnio 25–32 kg i mierzą około 53–69 cm. Cechuje je duża siła, potrzebują długich spacerów. Jest to z najmniej licznych ras, na świecie występuje poniżej 200 osobników. Żyją około 13 lat. Rasa uznawana jest przez takie związki kynologiczne jak UKC, AKC, CKC i inne.
Chinook to dość postawny pies, pokryty gęstą, podwójną sierścią, która jest kilkukolorowa: pomarańczowo-brązowa lub żółto-brązowa. Genetycznie rasa chinook ma niewiele problemów zdrowotnych. Problemy jakie mogą wystąpić u tej rasy, to m.in. problemy z oczami, dysplazja stawu biodrowego, epilepsja i inne problemy skórne. Chinnok to pies, który nie potrzebuje dużo pielęgnacji, wystarczy szczotkowanie. Jest psem przyjaznym i nie powinien długo przebywać sam w domu. Nie potrzebuje zbyt dużo miejsca, ale uwagi i uczucia.